# Giải bóng đá bãi biển vô địch quốc gia 2016
Giải bóng đá bãi biển vô địch quốc gia 2016 là giải bóng đá bãi biển được tổ chức lần thứ tám tại Việt Nam do VFF tổ chức từ ngày 23 tháng 6 đến ngày 30 tháng 6 năm 2016. Tất cả trận đấu được tổ chức tại Bãi biển Công viên Biển Đông thuộc Thành phố Đà Nẵng.

## Các đội bóng
Có 4 đội bóng tham dự giải:
| Các đội bóng tham dự giải 2016: |
| ------------------------------- |
| Đà Nẵng (Chủ nhà)               |
| Sanest Tourist Khánh Hòa        |
| Quận Ngũ Hành Sơn - Đà Nẵng     |
| Trường An - Thừa Thiên Huế      |

- Bốn đội thi đấu vòng tròn hai lượt tính điểm, xếp hạng.
- Tất cả các trận đấu của giải nếu sau thời gian thi đấu chính thức (3 hiệp x 12 phút/hiệp = 36 phút) có tỉ số hòa sẽ thi đấu thêm một (01) hiệp phụ (thời gian 3 phút), nếu vẫn có tỉ số hoà sẽ thi đá luân lưu 9m để xác định đội thắng. Điểm đáng lưu ý, phương thức đá luân lưu sẽ được thực hiện theo luật “knock-out”, nghĩa là mỗi đội sẽ đá 1 quả, nếu phân định thắng thua thì dừng, nếu chưa phân định thắng thua mới đá tiếp quả thứ 2.

Cách tính điểm xếp hạng:
-	Đội thắng trong 3 hiệp chính thức: 3 điểm;
-	Đội thắng trong 2 hiệp phụ: 2 điểm;
-	Đội thắng luân lưu: 1 điểm;
-	Đội thua: 0 điểm.
Tính tổng số điểm của các Đội đạt được để xếp thứ hạng từ 1 đến 3.
Nếu có từ hai Đội trở lên bằng điểm nhau, thứ hạng các Đội sẽ được xác định như sau: trước hết sẽ tính kết quả của các trận đấu giữa các Đội đó với nhau theo thứ tự:
- Tổng số điểm.
- Hiệu số của tổng số bàn thắng trừ tổng số bàn thua.
- Tổng số bàn thắng.
Đội nào có chỉ số cao hơn sẽ xếp trên.
Trường hợp các chỉ số trên bằng nhau, Ban tổ chức sẽ tiếp tục xét các chỉ số của tất cả các trận đấu trong giải theo thứ tự:
- Hiệu số của tổng số bàn thắng trừ tổng số bàn thua.
- Tổng số bàn thắng.
Đội nào có chỉ số cao hơn sẽ xếp trên.
Nếu các chỉ số vẫn bằng nhau, Ban tổ chức sẽ tổ chức bốc thăm để xác định thứ hạng của các Đội.

## Lịch thi đấu và kết quả thi đấu
| Ngày                | Vòng đấu | Giờ   | Đội 1                       | Hiệp chính | Hiệp phụ | Luân lưu | Đội 2                       |
| 23 tháng 6 năm 2016 | Vòng 1   | 14h30 | Sanest Tourist Khánh Hòa    | 4-2        |          |          | Trường An - Thừa Thiên Huế  |
| 23 tháng 6 năm 2016 | Vòng 1   | 16h00 | Đà Nẵng (Chủ nhà)           | 7-5        |          |          | Quận Ngũ Hành Sơn - Đà Nẵng |
| 24 tháng 6 năm 2016 | Vòng 2   | 15h00 | Đà Nẵng (Chủ nhà)           | 6-2        |          |          | Trường An - Thừa Thiên Huế  |
| 24 tháng 6 năm 2016 | Vòng 2   | 16h00 | Sanest Tourist Khánh Hòa    | 3-3        | 1-0      |          | Quận Ngũ Hành Sơn - Đà Nẵng |
| 26 tháng 6 năm 2016 | Vòng 3   | 15h00 | Sanest Tourist Khánh Hòa    | 2-2        | 0-0      | 2/0      | Đà Nẵng (Chủ nhà)           |
| 26 tháng 6 năm 2016 | Vòng 3   | 16h00 | Trường An - Thừa Thiên Huế  | 1-0        |          |          | Quận Ngũ Hành Sơn - Đà Nẵng |
| 27 tháng 6 năm 2016 | Vòng 4   | 15h00 | Quận Ngũ Hành Sơn - Đà Nẵng | 3-11       |          |          | Đà Nẵng (Chủ nhà)           |
| 27 tháng 6 năm 2016 | Vòng 4   | 16h00 | Trường An - Thừa Thiên Huế  | 1-3        |          |          | Sanest Tourist Khánh Hòa    |
| 29 tháng 6 năm 2016 | Vòng 5   | 15h00 | Quận Ngũ Hành Sơn - Đà Nẵng | 3-4        |          |          | Sanest Tourist Khánh Hòa    |
| 29 tháng 6 năm 2016 | Vòng 5   | 16h00 | Trường An - Thừa Thiên Huế  | 3-3        | 0-1      |          | Đà Nẵng (Chủ nhà)           |
| 30 tháng 6 năm 2016 | Vòng 6   | 15h00 | Trường An - Thừa Thiên Huế  | 5-3        |          |          | Quận Ngũ Hành Sơn - Đà Nẵng |
| 30 tháng 6 năm 2016 | Vòng 6   | 16h00 | Đà Nẵng (Chủ nhà)           | 2-2        | 1-0      |          | Sanest Tourist Khánh Hòa    |

## Bảng xếp hạng
| Thứ hạng | Đội bóng                    | Trận | Thắng | Thắng hiệp phụ | Thắng luân lưu | Hòa | Thua | Hiệu số | Điểm |
| 1        | Đà Nẵng                     | 6    | 4     | 2              | 0              | 0   | 1    | 33-17   | 13   |
| 2        | Sanest Tourist Khánh Hòa    | 6    | 3     | 1              | 1              | 0   | 1    | 19-14   | 12   |
| 3        | Trường An - Thừa Thiên Huế  | 6    | 2     | 0              | 0              | 0   | 4    | 15-19   | 6    |
| 4        | Quận Ngũ Hành Sơn - Đà Nẵng | 6    | 0     | 0              | 0              | 0   | 6    | 17-32   | 0    |

## Tổng kết mùa giải
- Đội vô địch: Đà Nẵng
- Đội thứ Nhì: Sanest Tourist Khánh Hòa
- Đội thứ Ba: Trường An Thừa Thiên Huế
- Giải phong cách: Trường An Thừa Thiên Huế
- Cầu thủ xuất sắc nhất giải: Hồ Ngọc Lĩnh (số 9 Đà Nẵng)
- Cầu thủ ghi nhiều bàn thắng nhất giải: Hồ Ngọc Lĩnh (Số 9 Đà Nẵng, 7 bàn)
- Thủ môn xuất sắc nhất giải: Trần Công Thành (số 1 Sanest Tourist Khánh Hòa)